# Avenue Sleeckx
Pour les articles homonymes, voir Sleeckx.
L'avenue Sleeckx (en néerlandais : Sleeckxlaan) est une avenue bruxelloise de la commune de Schaerbeek qui va du boulevard Lambermont à l'avenue Huart Hamoir en passant par l'avenue Émile Verhaeren.
La numérotation des habitations va de 1 à 105 pour le côté impair et de 6 à 112 pour le côté pair.
La rue porte le nom d'un écrivain belge, Domien Sleeckx, né à Anvers le 2 février 1818 et décédé à Liège le 13 octobre 1901.
Elle comporte plusieurs maisons décorées de sgraffites de Paul Cauchie

## Adresses notables
- no 44 : Maison construite par François Hemelsoet
- no 68 : Le Faubourg Saint-Antoine
- no 105 : Immeuble du Foyer Schaerbeekois

## Galerie de photos

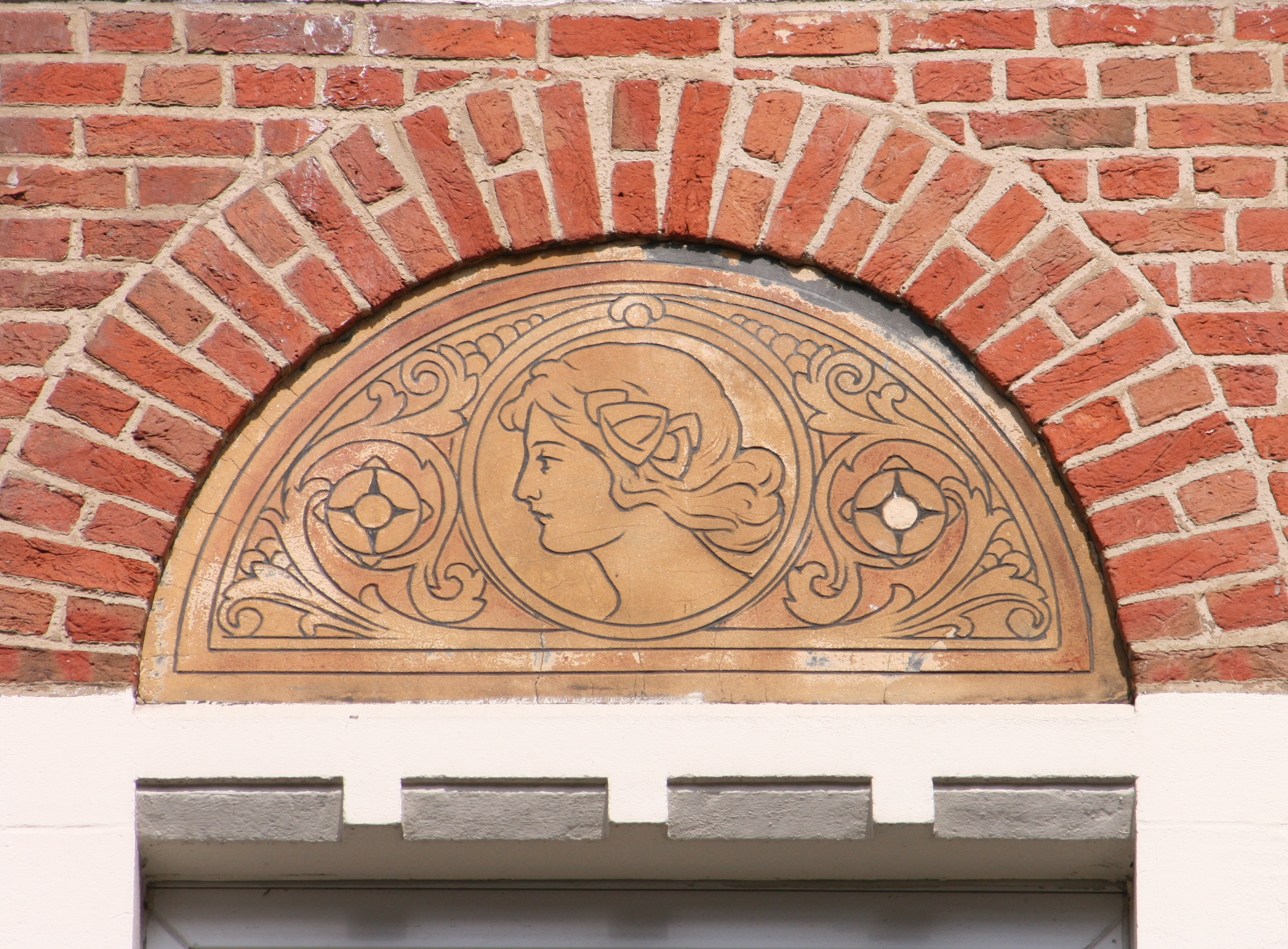
71, avenue Sleeckx (détail)
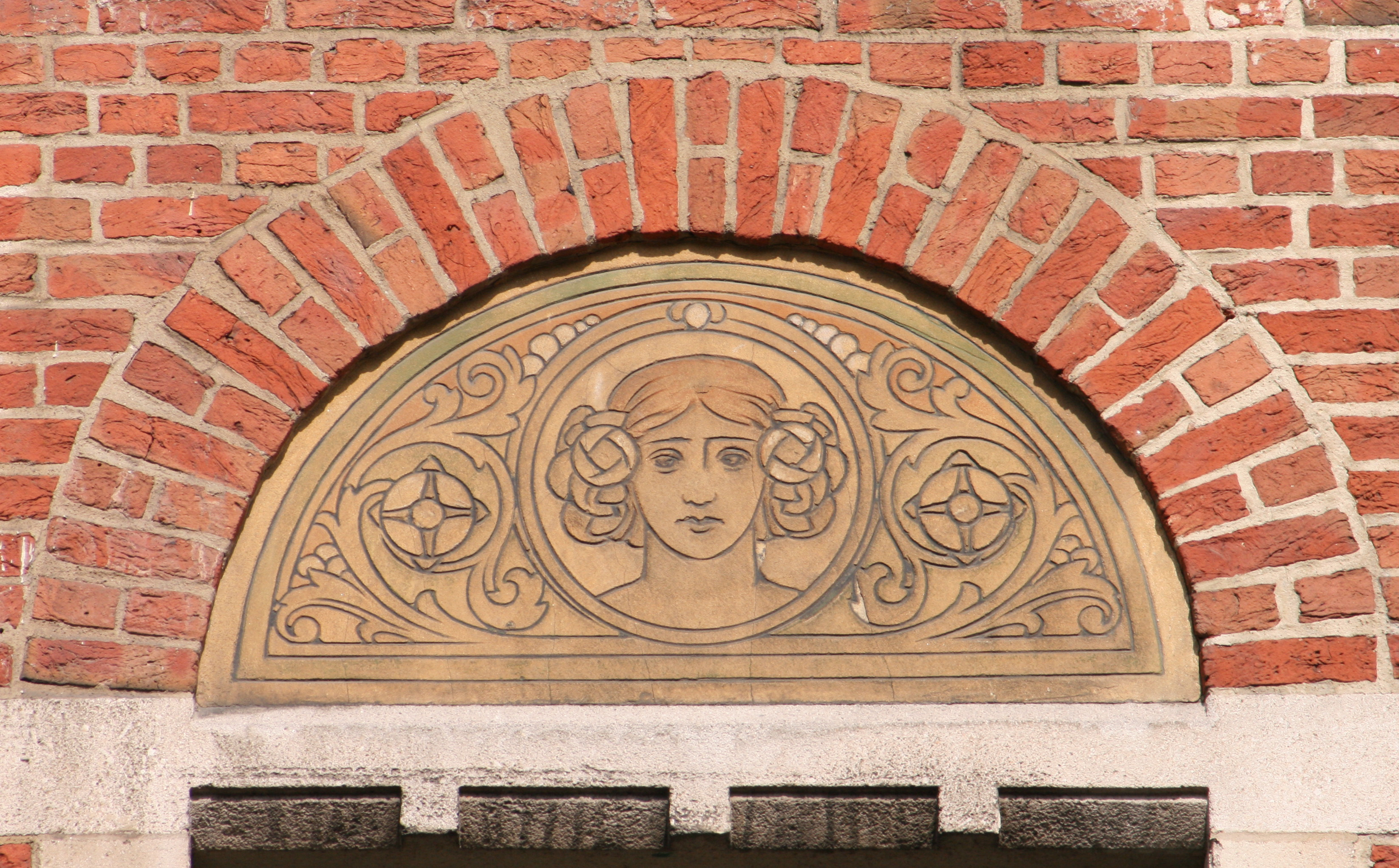
73, avenue sleeckx (détail)
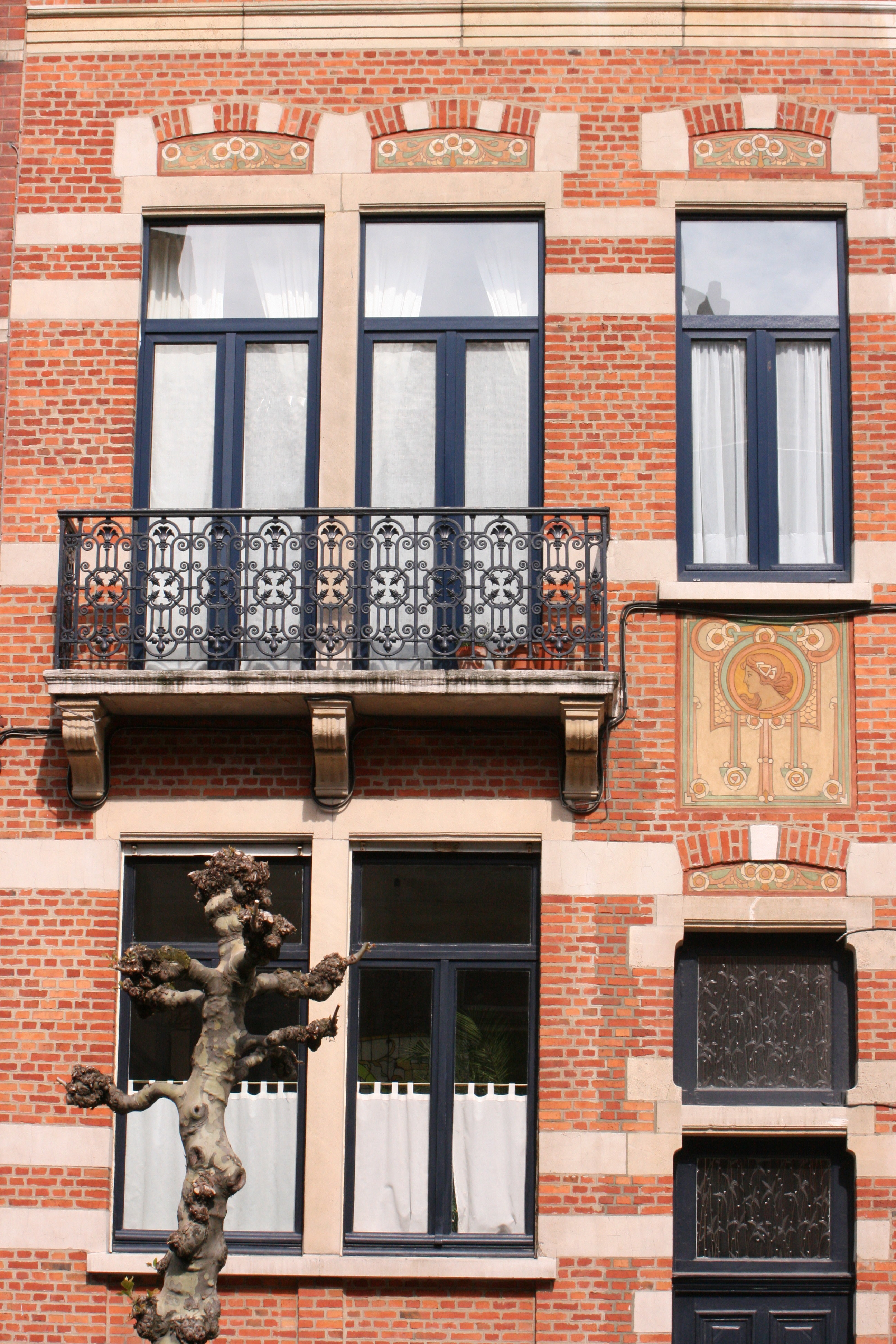
103, avenue sleeckx
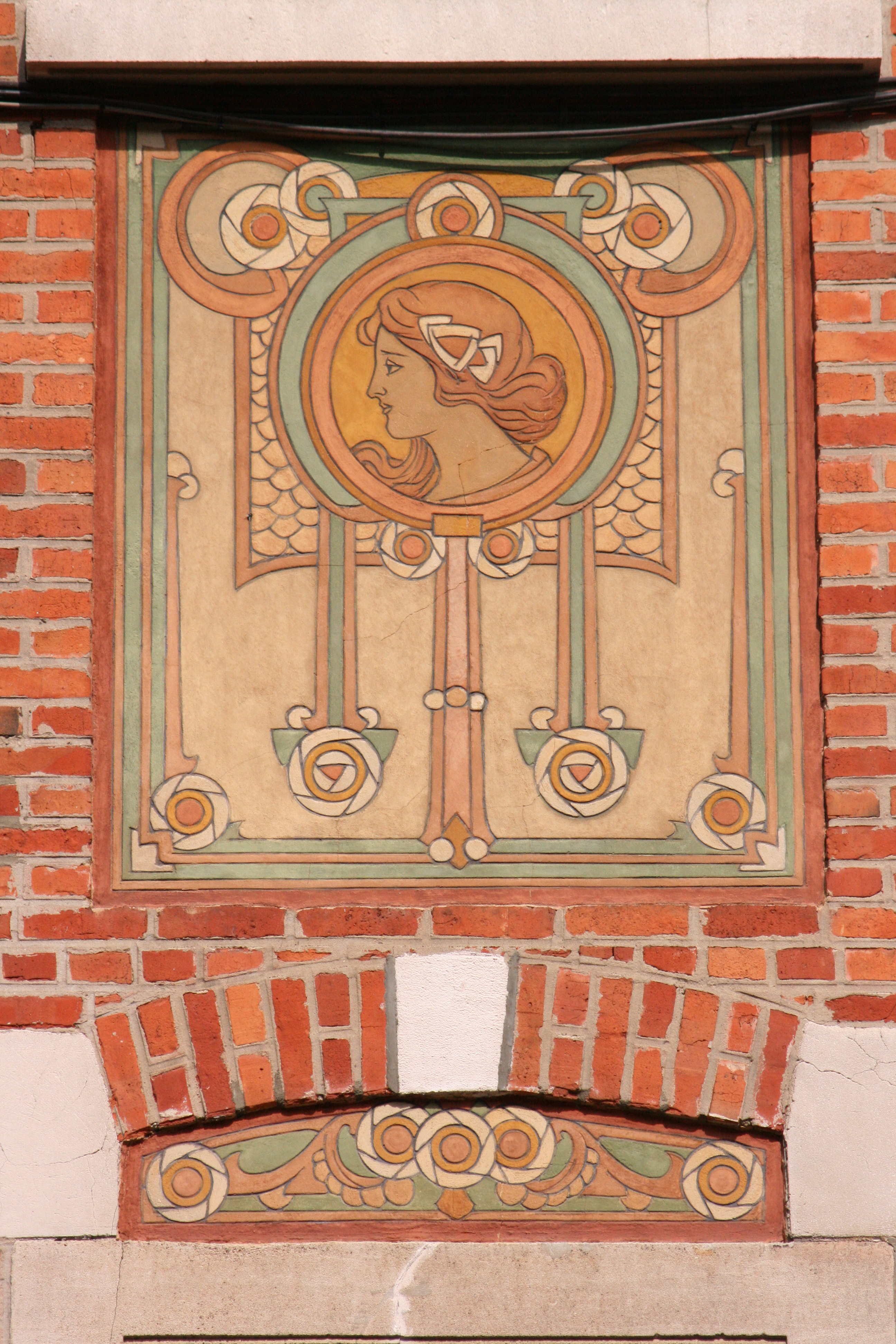
103, avenue Sleeckx (détail)